# Biały Bez
Biały Bez - nagroda dla najpopularniejszych wykonawców scen poznańskich w sezonie, przyznawana w plebiscycie publiczności od lat 70. XX w. Udział w plebiscycie biorą: Teatr Muzyczny, Teatr Wielki, Teatr Polski, Teatr Animacji, Teatr Nowy i Polski Teatr Tańca. Nagroda jest przyznawana corocznie w Międzynarodowym Dniu Teatru (27 marca) i mogą ją otrzymać poznańscy aktorzy, śpiewacy i tancerze.
Laureatami nagrody są m.in.: Sebastian Cybulski, Michał Kaleta, Wiesław Komasa, Dominik Muśko.